# Кокопо
Кокопо — місто та адміністративний центр провінції Східна Нова Британія в Папуа-Новій Гвінеї. Підпадає під адміністрацію Kokopo-Vunami Urban LLG. 
Адміністративний центр був перенесений з Рабаула в 1994 році, коли почалося виверження вулканів Тавурвур і Вулкан. У результаті населення міста зросло більш ніж як у шість разів з 3150 у 1990 році до 20 262 у 2000 році.
За часів Німецької Нової Гвінеї місто носило назву Herbertshöhe (Висоти Герберта), в честь Герберта, старшого сина канцлера Німеччини Отто фон Бісмарка. До 1910 року це також була столиця Німецької Нової Гвінеї. 
У неділю, 29 березня 2015 року, поблизу Кокопо був зафіксований сильний землетрус, магнітудою не менше 7,5 балів, який на той момент став найсильнішим землетрусом 2015 року, було оголошено попередження про цунамі. Через місяць ця магнітуда була перевершена землетрусом у Непалі у квітні 2015 року, магнітуда якого становила 7,8 балів. 
У 2015 році було запропоновано дослідницький та природоохоронний проект для вивчення та захисту дельфінів Stenella longirostris, що живуть навколо пляжу Кокопо, оскільки ця популяція може опинитися під загрозою, якщо розпочнеться будівництво нового порту для більших судноплавних шляхів.

## Транспортне сполучення
Залишки колишньої столиці провінції Рабаул розташовані приблизно за 20 км (12 миль) на північний захід від Кокопо, по шосе Кокопо-Рабаул. У Рабаулі проживає близько 4000 жителів, порівняно з 17 000 до виверження вулкана. Аеропорт Рабаул (також відомий як «Аеропорт Токуа»), один із найбільших внутрішніх аеропортів Папуа-Нової Гвінеї, розташований за кілька кілометрів на схід від Кокопо.

## Клімат
Кокопо має тропічний лісовий клімат з рясними опадами та високою температурою протягом усього року.
| Клімат Кокопо           | Клімат Кокопо | Клімат Кокопо | Клімат Кокопо | Клімат Кокопо | Клімат Кокопо | Клімат Кокопо | Клімат Кокопо | Клімат Кокопо | Клімат Кокопо | Клімат Кокопо | Клімат Кокопо | Клімат Кокопо | Клімат Кокопо |
| Показник                | Січ.          | Лют.          | Бер.          | Квіт.         | Трав.         | Черв.         | Лип.          | Серп.         | Вер.          | Жовт.         | Лист.         | Груд.         |               |
| Середній максимум, °C   | 30,7          | 30,8          | 30,6          | 30,6          | 30,8          | 30,6          | 29,9          | 30,1          | 31,0          | 31,2          | 31,3          | 30,8          |               |
| Середня температура, °C | 27,0          | 27,0          | 27,0          | 26,9          | 27,2          | 27,0          | 26,5          | 26,5          | 27,1          | 27,2          | 27,4          | 27,1          |               |
| Середній мінімум, °C    | 23,4          | 23,3          | 23,5          | 23,3          | 23,6          | 23,4          | 23,1          | 23,0          | 23,3          | 23,3          | 23,5          | 23,4          |               |
| ----------------------- | ------------- | ------------- | ------------- | ------------- | ------------- | ------------- | ------------- | ------------- | ------------- | ------------- | ------------- | ------------- | ------------- |
| Джерело:                |               |               |               |               |               |               |               |               |               |               |               |               |               |